# Hardwired (chanson)
 (décembre 2018).
Si vous disposez d'ouvrages ou d'articles de référence ou si vous connaissez des sites web de qualité traitant du thème abordé ici, merci de compléter l'article en donnant les références utiles à sa vérifiabilité et en les liant à la section « Notes et références ».
Singles de Metallica
Lords of Summer (2014) Moth into Flame (2016)
Hardwired est une chanson du groupe de thrash metal Metallica. Elle a été publiée en tant que premier single de leur dixième album studio Hardwired… to Self-Destruct (2016), le 18 août 2016 en téléchargement numérique. La chanson a d'abord été jouée en direct à la fin du spectacle du groupe à l' US Bank Stadium à Minneapolis le 20 août 2016.  La chanson a reçu une nomination pour la meilleure chanson rock aux Grammy Awards 2017.

## Contexte
Le groupe a détaillé sur le début de la chanson au Howard Stern Show que c'était un ajout assez tardif à l'album. Lars Ulrich a expliqué qu'après avoir terminé les autres chansons « nous avons décidé que nous avions besoin d'un court et rapide début », ce qui a amené James Hetfield à composer Hardwired  en une semaine environ au cours du mois de juin 2016. 

## Clip
Le clip a été diffusé le 18 août 2016. Filmé en noir et blanc, il présente le groupe interprétant la chanson dans le noir sous des lumières stroboscopiques, alors que la caméra tourne continuellement autour des membres du groupe.

## Personnel
- James Hetfield – guitare rythmique et chant
- Kirk Hammett – guitare solo
- Robert Trujillo – basse
- Lars Ulrich – batterie